# Solaro, Ý
Solaro là một đô thị ở tỉnh Milano, vùng Lombardia của Italia, khoảng 15 km về phía tây bắc của Milano. Tại thời điểm ngày 31 tháng 12 năm 2004, đô thị này có dân số 13.074 và diện tích là 6,7 km².
Solaro giáp các đô thị: Saronno, Ceriano Laghetto, Bovisio-Masciago, Limbiate, Caronno Pertusella, Cesate.